# Personer i Sverige födda i Bangladesh
Till personer i Sverige födda i Bangladesh räknas personer som är folkbokförda i Sverige och som har sitt ursprung i Bangladesh. Enligt Statistiska centralbyrån fanns det 2017 i Sverige sammanlagt cirka 8 700 personer födda i Bangladesh. Siffran innefattar endast personer födda från och med 1971, då Bangladesh blev självständigt från Pakistan.

## Historisk utveckling

### Födda i Bangladesh
| Personer i Sverige födda i Bangladesh 1980–2024                                                         | Personer i Sverige födda i Bangladesh 1980–2024 | Personer i Sverige födda i Bangladesh 1980–2024 | Personer i Sverige födda i Bangladesh 1980–2024 | Personer i Sverige födda i Bangladesh 1980–2024 |
| --- | ----------------------------------------------- | ----------------------------------------------- | ----------------------------------------------- | ----------------------------------------------- |
| |                                                 |                                                 |                                                 |                                                 |
| År |                                                 |                                                 | Folkmängd                                       |                                                 |
| 1980 | 1980                                            |                                                 | 440                                             |                                                 |
| 1990 | 1990                                            |                                                 | 1 571                                           |                                                 |
| 2000 | 2000                                            |                                                 | 2 937                                           |                                                 |
| 2001 | 2001                                            |                                                 | 3 052                                           |                                                 |
| 2002 | 2002                                            |                                                 | 3 195                                           |                                                 |
| 2003 | 2003                                            |                                                 | 3 391                                           |                                                 |
| 2004 | 2004                                            |                                                 | 3 593                                           |                                                 |
| 2005 | 2005                                            |                                                 | 3 924                                           |                                                 |
| 2006 | 2006                                            |                                                 | 4 199                                           |                                                 |
| 2007 | 2007                                            |                                                 | 4 487                                           |                                                 |
| 2008 | 2008                                            |                                                 | 4 875                                           |                                                 |
| 2009 | 2009                                            |                                                 | 5 500                                           |                                                 |
| 2010 | 2010                                            |                                                 | 6 289                                           |                                                 |
| 2011 | 2011                                            |                                                 | 6 530                                           |                                                 |
| 2012 | 2012                                            |                                                 | 6 716                                           |                                                 |
| 2013 | 2013                                            |                                                 | 6 890                                           |                                                 |
| 2014 | 2014                                            |                                                 | 7 149                                           |                                                 |
| 2015 | 2015                                            |                                                 | 7 363                                           |                                                 |
| 2016 | 2016                                            |                                                 | 7 799                                           |                                                 |
| 2017 | 2017                                            |                                                 | 8 654                                           |                                                 |
| 2018 | 2018                                            |                                                 | 10 009                                          |                                                 |
| 2019 | 2019                                            |                                                 | 11 520                                          |                                                 |
| 2020 | 2020                                            |                                                 | 12 279                                          |                                                 |
| 2021 | 2021                                            |                                                 | 12 965                                          |                                                 |
| 2022 | 2022                                            |                                                 | 13 904                                          |                                                 |
| 2023 | 2023                                            |                                                 | 13 987                                          |                                                 |
| 2024 | 2024                                            |                                                 | 14 461                                          |                                                 |
| Anm.: Befolkning den 31 december respektive år förutom år 1980 som avser förhållandet den 15 september. |                                                 |                                                 |                                                 |                                                 |